# Калиненко, Иван Григорьевич
Иван Григорьевич Калиненко (1920—2000) — советский учёный-селекционер, Герой Социалистического Труда (последний житель Ростовской области, награждённый этой наградой СССР).
Доктор сельскохозяйственных наук (1976), академик ВАСХНИЛ (1982, член-корреспондент с 1978). Калиненко внёс большой вклад в теорию и практику селекции озимой пшеницы, сочетающей высокую продуктивность с повышенной морозостойкостью. Им создано 45 сортов мягкой и твёрдой (тургидной) пшеницы; впервые в отечественной селекционной практике выведены сорта озимой пшеницы для засушливых районов юга СССР (РСФСР, УССР и МССР).

## Биография
Родился 28 ноября 1920 года в селе Марьинка (ныне город в Донецкой области, Украина) в многодетной крестьянской семье. Украинец.
В 1934 году окончил школу-семилетку и поступил в педагогический техникум, по окончании которого полтора года работал по специальности в школе.
В 1939 году Калиненко был призван в РККА. Был участником Великой Отечественной войны. После тяжелого ранения более трех месяцев лечился в госпитале, был комиссован по ранению.
Затем продолжил своё образование в Саратовском сельскохозяйственном институте, а после освобождения Украины перевелся в Днепропетровский сельскохозяйственный институт, который окончил в 1945 году, получив диплом агронома.
Работал старшим агрономом Павловской МТС Днепропетровской области. В 1947—1949 годах — главный агроном Марьинского районного отдела сельского хозяйства Донецкой области, затем еще в течение года — заведующий сельскохозяйственным отделом Марьинского райкома КП(б) Украины. В 1950—1952 годах был агрономом-семеноводом, затем агрономом по сельскохозяйственной пропаганде Марьинского районного управления сельского хозяйства.
С 1952 года Калиненко учился на аспирантуре Всесоюзного селекционно-генетического института в Одессе. Пройдя практическую и теоретическую школу академика Долгушина — в 1955 году защитил кандидатскую диссертацию.
В 1955 году приступил к работе в Донском селекционном центре города Зернограда Ростовской области. Вначале возглавил лабораторию, позже — отдел селекции озимой пшеницы Зерноградской селекционной станции Донского зонального НИИ сельского хозяйства (ныне — Всероссийский НИИ зерновых культур имени И. Г. Калиненко).
Руководил отделом до последних дней жизни. Умер 13 марта 2000 года.
Дело Ивана Григорьевича Калиненко продолжают его ученики — селекционеры Н. Е. Самофалова, О. В. Скрипка, Т. А. Гричаникова, Н. П. Иличкина, А. П. Самофалов и другие учёные.

## Награды и премии
- Указом Президента СССР от 25 марта 1991 года за выдающиеся заслуги в области селекции озимых сортов пшеницы, плодотворную научную и общественную деятельность Калиненко Ивану Григорьевичу присвоено звание Героя Социалистического Труда с вручением ордена Ленина и золотой медали «Серп и Молот».[4]
- два ордена Ленина (1973, 1977)
- орден Отечественной войны II степени (1985)
- орден Трудового Красного Знамени (1971)
- медали
- Золотые и Серебряные медали ВДНХ СССР
- Золотая медаль имени П. П. Лукьяненко (1989).
- Государственная премия СССР (1979) — за выведение новых сортов озимой пшеницы интенсивного типа, получивших широкое распространение
- заслуженный агроном РСФСР (1969).

## Память
- В 2004 году научно-исследовательскому институту зерновых культур, куда входит Донской селекционный центр, присвоено имя И. Г. Калиненко. На здании центра учёному установлена мемориальная доска.
- В 2010 году отмечалось 90-летие со дня рождения И. Г. Калиненко.[5]